# Markus Kleinheinz
Markus Kleinheinz, né le 27 août 1976 à Neustift im Stubaital (Autriche), est un lugeur autrichien.

## Palmarès

### Jeux olympiques
- 5e aux Jeux olympiques d'hiver de 1998 à Nagano (Japon)
- 8e aux Jeux olympiques d'hiver de 2002 à Salt Lake City (États-Unis)
- 9e aux Jeux olympiques d'hiver de 2006 à Turin (Italie)

### Championnats du monde
Championnats du monde de luge 1995 à Lillehammer (Norvège) :
- -  Médaille de bronze par équipes.

### Coupe du monde
- 1 gros globe de cristal en individuel : 2003.
- 11 podiums individuels : 
  - en simple : 3 victoires, 8 deuxièmes places et 11 troisièmes places.
- 5 podiums en relais : 4 deuxièmes places et 1 troisième place.

#### Détails des victoires en Coupe du monde
| Édition   | Piste     | Total |
| 2002-2003 | Altenberg | 1     |
| 2004-2005 | Altenberg | 1     |
| 2005-2006 | Altenberg | 1     |